# Шунтов, Евгений Феликсович
Евгений Феликсович Шунтов (29 декабря 1935, деревня Сутоки, Вилейский повет, Виленское воеводство, Польша (ныне — Минская область, Республика Беларусь) — 7 января 2023) — советский и белорусский футбольный деятель, тренер. Первый председатель Белорусской федерации футбола (1989‒1999). Заслуженный тренер Белорусской ССР.

## Биография
Во время Второй мировой войны остался на оккупированной территории. В 9 классе выступал в составе футбольной команды воинской части в Воложине. В школе имел разряды по футболу, легкой атлетике и лыжам. Входил в юношеские сборные Минской области и БССР.. В 1954 году прихал в Минск из Воложина поступать в институт. Окончил институт физической культуры БССР. Выступал на позиции нападающего в составе команд «Буревестник» Института физической культуры, команды мастеров «Урожай» (Минск).
C 22 лет работал тренером юношеских команд. Позже работал тренером сборных команд СССР по Белоруссии.
В 1973 году назначен начальником отдела футбола Спорткомитета БССР. 27 мая 1998 года подал в отставку с поста президента БФФ из-за критики в свой адрес со стороны Александра Лукашенко, вызванной провалами футбольных клубов системы «Динамо» (Минск).
После ухода с поста председателя БФФ работал главой футбольного арбитража Белорусской федерации футбола.
В 2003 году избран Почетным председателем Белорусской федерации футбола. Судья национальной категории.
Выступал в качестве делегата АБФФ на матчах Чемпионата Белоруссии по футболу и Кубка Белоруссии по футболу (финалы кубка 2006, 2009).
Умер 7 января 2023 года.

## Награды
- Орден ФИФА «За заслуги»[10].
- Медаль «За трудовую доблесть»[10].
- Медаль «Ветеран труда»[10].
- Знак «Отличник физической культуры и спорта СССР»[10].